# 加藤六蔵 (1891年生)
加藤 六蔵（かとう ろくぞう、1891年〈明治24年〉12月10日 - 1969年〈昭和44年〉8月11日）は、日本の政治家。衆議院議員（2期）。幼名・正雄。

## 経歴
愛知県宝飯郡前芝村（現豊橋市前芝町）で、先代加藤六蔵の長男として生まれた。農業を営み、前芝村長、愛知県議、同県山林会議員となり、前芝漁業協同組合長、豊橋市議、同議長、(株)三河海苔販売取締役社長を務める。
1924年の第15回衆議院議員総選挙において愛知12区から憲政会公認で立候補して初当選。1928年の第17回衆議院議員総選挙において愛知5区から立憲民政党公認で立候補したが落選。1930年の第17回衆議院議員総選挙で再選し、1932年の第18回衆議院議員総選挙では次点で落選した。1969年死去。